# مطار دون موينغ
مطار دون موينغ' (باللغة تايلندية:ท่าอากาศยานนานาชาติดอนเมือง) المطار الدولي السابق للعاصمة التايلندية بانكوك (إياتا: DMK، إيكاو: VTBD) افتتح المطار كقاعدة جوية لسلاح الجو الملكي التايلاندي في 27 مارس 1914م وتم استخدامه الرحلات التجارية فيه في عام 1924 تم إغلاق مطار دون موينغ في عام 2006 وتم الانتقال إلى مطار سوفارنابومي الدولي بعد ذلك بعام تم إعادة تجديدة المطار وافتتاحه في 24 مارس 2007 ليخدم الرحلات الداخلية.

## شركات الطيران والوجهات
| شركـات طيـران                 | الوجهات |
| ----------------------------- | --- |
| 9 Air                         | مطار فوتشو تشانغله الدولي، مطار قوانغتشو باييون الدولي، مطار قوييانغ لونغدونغابو الدولي، مطار ونزهو يونجقيانج الدولي، مطار تشنغتشو الدولي |
| طيران آسيا                    | مطار كوالالمبور الدولي |
| طيران الصين                   | مطار جينغديو الجديد، مطار شانغهاي بودنغ الدولي (تبدأ في 11 يونيو 2023) |
| طيران ماكاو                   | مطار ماكاو الدولي |
| Batik Air                     | مطار نغوراه راي الدولي، مطار سوكارنو هاتا الدولي |
| باتيك إير ماليزيا             | مطار كوالالمبور الدولي |
| طيران الصين اكسبرس            | مطار تشونغتشينغ جيانغبى الدولي |
| خطوط جنوب الصين الجوية        | مطار قوانغتشو باييون الدولي، مطار شينزين باوان الدولي، مطار ووهان الدولي (تبدأ في 7 يوليو 2023) |
| طيران آسيا (إندونيسيا)        | مطار نغوراه راي الدولي، مطار سوكارنو هاتا الدولي، مطار كوالانامو الدولي |
| خطوط جونياو الجوية            | مطار نانجينغ الدولي، مطار شانغهاي بودنغ الدولي |
| MYAirline                     | مطار كوالالمبور الدولي (تبدأ في 1 يوليو 2023) |
| Myanmar Airways International | مطار ماندالاي الدولي، Yangon (تبدأن في 15 يونيو 2023) |
| طيران نوك                     | Buriram، مطار تشيانغ مي، مطار تشيانغ ري الدولي، Hat Yai ‏، مطار تان سون نهات الدولي، مطار راجيف غاندي الدولي، Mae Hong Son، Mae Sot ‏، Nakhon Si Thammarat ‏، مطار نانينغ الدولي، Phitsanulok، Phrae، Phuket، Ranong، Sakon Nakhon ‏، Surat Thani ‏، Trang، Ubon Ratchathani ‏، مطار ودون ثاني، مطار تشنغتشو الدولي |
| خطوط طيران أوكاي              | مطار تيانجين الدولي (تبدأ في 30 يونيو 2023) |
| طيران آسيا (الفلبين)          | مطار نينوي أكوينو الدولي |
| Sky Angkor Airlines           | مطار بنوم بنه الدولي |
| سبرينغ (شركة طيران)           | مطار جينغديو الجديد، مطار قوانغتشو باييون الدولي، مطار هانغتشو شياوشان الدولي، مطار جييانغ شاوشان، مطار لانتشو تشونغ تشوان، مطار نانتشانغ تشانغبى الدولي، مطار نانينغ الدولي، مطار نينغبو ليش الدولي، مطار شانغهاي بودنغ الدولي، مطار شينزين باوان الدولي، مطار شيامن قاوتشي الدولي (تبدأ في 21 يونيو 2023)، مطار شيان شيانيانغ الدولي |
| طيران آسيا (تايلاند)          | مطار كيمبيغودا الدولي، Buriram، مطار كن تاه الدولي، مطار تشانغشا هوانغوا الدولي، مطار تشيناي الدولي، مطار تشيانغ مي، مطار تشيانغ ري الدولي، مطار تشونغتشينغ جيانغبى الدولي، Chumphon، مطار باندارنيك الدولي (تستأنف في 9 يوليو 2023)، مطار دا نانغ الدولي، مطار نغوراه راي الدولي، مطار شاه جلال الدولي، Fukuoka، مطار قوانغتشو باييون الدولي، مطار هانغتشو شياوشان الدولي، مطار نوي باي الدولي، Hat Yai ‏، مطار تان سون نهات الدولي، مطار هونغ كونغ الدولي، مطار هوانغشان تونشي الدولي، مطار جايبور الدولي، مطار سوكارنو هاتا الدولي، مطار جييانغ شاوشان، مطار سيناي الدولي، Khon Kaen ‏، مطار كوتشين، مطار نيتاجي سوبهاس شاندرا بوس الدولي، مطار كرابي، مطار كوالالمبور الدولي، مطار كونمينغ جانغشوي الدولي، Loei، مطار لوانغ برابانغ الدولي، مطار تشودري تشاران سينغ، مطار ماكاو الدولي، Mae Sot ‏، مطار فيلانا الدولي، مطار ماندالاي الدولي، Nakhon Phanom ‏، Nakhon Si Thammarat ‏، Nan، مطار نانجينغ الدولي، Narathiwat، مطار كام رانه الدولي، مطار بينانق الدولي، Phitsanulok، مطار بنوم بنه الدولي، Phuket، مطار جينجيانغ تشيوانتشو، Ranong، Roi Et ‏، Sakon Nakhon ‏، مطار سانيا فينيكس الدولية، مطار شينزين باوان الدولي، Siem Reap ‏، Sihanoukville، مطار شانغي سنغافورة، Surat Thani ‏، مطار تايوان تاويوان الدولي، Trang، Ubon Ratchathani ‏، مطار ودون ثاني، مطار واتاي الدولي، مطار ووهان الدولي، مطار شيان شيانيانغ الدولي، Yangon موسمي: Gaya، مطار نينغبو ليش الدولي |
| Thai Lion Air                 | مطار كيمبيغودا الدولي، مطار تشانغشا هوانغوا الدولي، مطار تشانغتشو بيننو، مطار جينغديو الجديد، مطار تشيانغ مي، مطار تشيانغ ري الدولي، مطار هانغتشو شياوشان الدولي، Hat Yai ‏، مطار حيفي شينكياو الدولي، مطار سوكارنو هاتا الدولي، مطار جينان الدولي، مطار تريبوفان الدولي، Khon Kaen ‏، مطار كرابي، مطار تشاتراباتي شيفاجي الدولي، Nakhon Si Thammarat ‏، Nan، مطار نانجينغ الدولي، مطار نينغبو ليش الدولي (تستأنف في 8 يونيو 2023)، Phitsanulok، Phuket، مطار شانغهاي بودنغ الدولي، مطار شينزين باوان الدولي (تستأنف في 19 يونيو 2023)، مطار شانغي سنغافورة، Surat Thani ‏، مطار تايوان تاويوان الدولي، مطار تيانجين الدولي، Trang، Ubon Ratchathani ‏، مطار ودون ثاني، مطار ووهان الدولي، مطار شيان شيانيانغ الدولي (تستأنف في 7 يونيو 2023) عارض: مطار تاييوان وسو الدولي، مطار سوزهو جوانين |
| Thai Summer Airways           | مطار تايوان تاويوان الدولي |
| Tigerair Taiwan               | مطار تايوان تاويوان الدولي |
| T'way Air                     | Cheongju، مطار إنتشون الدولي |
| West Air ‏                     | مطار حيفي شينكياو الدولي |

## استعمالات أخرى
يحتوي المطار على ملعب غولف بين مدرجي الهبوط. يتم إيقاف اللعب لعدة دقائق عند نزول أو صعود أي طائرة وذلك بإشارات ضوئية حمراء.

## الحوادث والوقائع

### رحلة جوية
- في ٢٥ ديسمبر ١٩٧٦ تحطمت طائرة مصر للطيران الرحلة ٨٦٤ وهي من طراز بوينج ٧٠٧-٣٠٠ (مسجلة برقم SU-AXA) متجهة من القاهرة إلى بانكوك، في منطقة صناعية بالقرب من المطار أثناء محاولة هبوطها. ولقي جميع من كانوا على متنها وعددهم ٥٣ شخصًا حتفهم.
- في 27 أبريل/نيسان 1980 فقدت طائرة الخطوط الجوية التايلاندية الرحلة رقم 231 وهي من طراز BAe 748 (مسجلة برقم HS-THB)، والتي كانت في طريقها من خون كاين إلى بانكوك ارتفاعها أثناء عاصفة رعدية وتحطمت على بُعد حوالي 13 كيلومترًا من مطار بانكوك الدولي. قُتل جميع أفراد الطاقم الأربعة و40 من أصل 49 راكبًا.
- في الأول من أبريل/نيسان 1981 داهمت القوات الخاصة الإندونيسية (كوباسوس) طائرة غارودا إندونيسيا رقم 206 المخطوفة والتي كانت في طريقها من باليمبانج إلى مطار بولونيا (اختُطفت في المجال الجوي الإندونيسي). نجا جميع الركاب البالغ عددهم 48 وقُتل سبعة أشخاص (كوماندوز واحد، ومساعد طيار، وخمسة إرهابيين). وأُلقي القبض على عمران بن محمد زين زعيم الخاطفين.
- 9 سبتمبر 1988 - تحطمت طائرة توبوليف تو-134 (المسجلة برقم VN-A102) التابعة لشركة الخطوط الجوية الفيتنامية الرحلة 831 أثناء اقترابها من مطار دون موينج الدولي. قُتل 76 من أصل 90 راكبًا وطاقمًا كانوا على متن الطائرة.
- في ٢٦ مايو ١٩٩١، تعرضت رحلة رقم ٠٠٤ التابعة لشركة لاودا للطيران وهي طائرة بوينج ٧٦٧-٣٠٠ER (مسجلة برقم OE-LAV، باسم موزارت )، والمتجهة إلى فيينا لانفجار عاكس الدفع في المحرك رقم ١ أثناء الطيران بعد إقلاعها من دون موينج. ولقي جميع من كانوا على متنها، وعددهم ٢٢٣ شخصًا، حتفهم.
- 21 يناير 1992 – تعرضت طائرة دوغلاس VC-47D L2-41/15/210 التابعة للقوات الجوية الملكية التايلاندية لأضرار لا يمكن إصلاحها في حادث هبوط.[42]
- 23 سبتمبر 1999 - رحلة رقم 1 لشركة كانتاس ، وهي طائرة بوينج 747-400 (مسجلة تحت رقم VH-OJH، واسمها مدينة داروين ) في ما كان يعتبر آنذاك أخطر حادث في تاريخ طائرات الشركة النفاثة الآمنة، حيث تجاوزت طائرة بوينج 747-400 المدرج مما تسبب في أضرار جسيمة ولكن لم تقع إصابات.
- 3 مارس 2001 - تحطمت طائرة الخطوط الجوية التايلاندية الدولية الرحلة 114 وهي طائرة بوينج 737-400 (مسجلة HS-TDC، تسمى ناراثيوات) متجهة إلى شيانغ ماي من بانكوك بسبب انفجار وحريق وقع قبل حوالي 35 دقيقة من صعود تاكسين شيناواترا الذي أصبح فيما بعد رئيس وزراء تايلاند، وحوالي 150 راكبًا آخر على متن الطائرة. كان خمسة من أفراد طاقم الطائرة على متن الطائرة، وقُتل أحدهم. قال شهود عيان إنهم سمعوا انفجارًا قبل اندلاع النيران على متن الطائرة. وفي وقت لاحق، أفاد محققو المجلس الوطني لسلامة النقل أن خزان الوقود المركزي قد انفجر تلاه الخزان الأيمن بعد 18 دقيقة. ولم يتضح سبب الانفجار مع أن البعض يتكهن بأنه كان محاولة اغتيال بناءً على المواد الكيميائية التي عُثر عليها أثناء التحقيق اللاحق.

## أنظر أيضا
- الخطوط الجوية الفيتنامية الرحلة 815